# Natalie Dean
Pour les articles homonymes, voir Dean.
Natalie E. Dean (née Exner, en 1987) est une biostatisticienne américaine spécialisée dans l'épidémiologie des maladies infectieuses. Dean est actuellement professeure adjointe de biostatistique à l'université de Floride. Ses recherches portent sur la modélisation épidémiologique des épidémies, notamment Ebola, Zika et COVID-19.

## Enfance et éducation
Dean est née de Christine et Paul Exner. Elle a grandi à Reading, dans le Massachusetts, et a fréquenté la Phillips Academy. Elle s'est intéressée aux maladies infectieuses au lycée. Alors que Dean a brièvement envisagé de devenir microbiologiste expérimentale, elle a rapidement reconnu qu'elle préférait l'ordinateur au laboratoire.
En 2009, Dean a obtenu un Bachelor of Arts en mathématiques/statistiques et biologie de l'université de Boston, où elle a été initiée à l'épidémiologie. Au cours de ses études de premier cycle, elle a été intronisée à la société d'honneur Phi Beta Kappa. En 2011, Dean a obtenu une maîtrise AM en biostatistique de l'université Harvard où elle a développé des méthodes de surveillance pour mieux comprendre l'incidence du VIH. Dean a obtenu un doctorat en biostatistique en 2014 avec une thèse sur les méthodes de surveillance pour surveiller l'incidence du VIH et la résistance aux médicaments intitulée « Surveillance methods for monitoring HIV incidence & drug resistance » sous la direction de Marcello Pagano,.

## Recherche et carrière
En mai 2014, Dean a déménagé en Floride, où elle a rejoint l'Organisation mondiale de la santé en tant que consultante statistique. À ce titre, elle a conçu des enquêtes qui pourraient évaluer les mutations résistantes aux médicaments au traitement du VIH. En 2015, elle a rejoint le Centre de statistiques sur les maladies infectieuses quantitatives (CSQUID) de l'université de Floride, où elle a travaillé comme chercheuse postdoctorale avec Ira Longini. Au CSQUID, Dean effectue des analyses épidémiologiques des épidémies. Elle a travaillé sur la conception d'un essai de vaccin contre l'épidémie de virus Ebola en Guinée (en), qui a utilisé une stratégie de vaccination en anneau (en). L'approche de la vaccination en anneau avait déjà été utilisée pour éradiquer la variole dans les années 1970. Cette stratégie sélectionne et vaccine au hasard les contacts des cas de virus Ebola et organise les populations en groupes de vaccination différée et immédiate. L'approche de vaccination en anneau s'est avérée très efficace et a été reproduite en République démocratique du Congo en 2018. Dean a également étudié des cas d'Ebola asymptomatiques.
Après son succès avec le vaccin contre le virus Ebola, Dean a commencé à travailler sur le virus Zika. On craignait que le virus Zika ne provoque une microcéphalie. Dean a travaillé avec Longini pour mieux prédire la propagation de l'infection à travers les Amériques. Elle a décrit à quel point il est difficile de concevoir et d'évaluer des vaccins efficaces lors d'urgences de santé publique, et pourquoi les chercheurs doivent être à la fois flexibles et réactifs.
Dean a fourni des commentaires d'expert aux médias et au public tout au long de la pandémie de Covid-19,. Elle a continué à travailler avec l'OMS sur l'évaluation d'un vaccin contre le coronavirus. Mashable a décrit Dean comme l'un des meilleurs chercheurs sur les maladies à coronavirus à suivre sur Twitter. Lors d'une discussion avec son alma mater, Phillips Academy, Dean a commenté que la réponse de la communauté des chercheurs à la maladie à coronavirus était remarquable : « Il y a beaucoup de gens qui travaillent très dur sur le même problème. Lorsque vous avez ce type de collaboration, nous pourrions avoir du succès plus tôt ». Elle pensait que les chiffres officiels des décès aux États-Unis sous-estimaient le nombre de personnes décédées à cause de la maladie à coronavirus, car les personnes qui meurent à la maison sont moins susceptibles d'être comptées.
À la mi-avril 2020, il est devenu évident que certaines parties des États-Unis voulaient mettre fin au verrouillage et "rouvrir" à nouveau. Lorsqu'on lui a demandé si les repères pour assouplir la distanciation sociale avaient été atteints, Dean a fait remarquer que non seulement ils n'avaient pas été atteints, mais qu'ils n'étaient pas assez ambitieux, « Ce sont des temps sans précédent, et nous devons donc penser à une échelle qui serait auparavant considéré comme inimaginable ». Dans certaines parties du monde, les politiciens ont décrit une stratégie de confinement du SARS-CoV-2 qui comprenait l'immunité collective. Fin avril 2020, une étude a indiqué que seulement 20% des habitants de New York avaient été exposés à la maladie à coronavirus, ce qui est considérablement inférieur au niveau d'infection requis pour obtenir l'immunité collective. Dean et Carl Bergstrom (en) ont écrit un article d'opinion pour le New York Times décrivant les problèmes associés aux politiciens menant des politiques d'immunité collective. Elle a fait valoir que la raison pour laquelle le virus s'est propagé aussi rapidement qu'il l'a fait était parce que personne dans le monde n'y était immunisé, et que tenter d'atteindre l'immunité collective sans vaccination entraînerait « une très grande proportion de la population [des États-Unis] » infectée.

## Vie privée
Dean a épousé Ethan Wesley Dean en mai 2014,.

## Ouvrages et publications (sélection)
- (en) Henao-Restrepo, Longini, Egger et Dean, « Efficacy and effectiveness of an rVSV-vectored vaccine expressing Ebola surface glycoprotein: interim results from the Guinea ring vaccination cluster-randomised trial », The Lancet, vol. 386, no 9996,‎ 29 août 2015, p. 857–866 (ISSN 0140-6736, PMID 26248676, DOI 10.1016/S0140-6736(15)61117-5) Wikidata ()
- (en) Henao-Restrepo, Camacho, Longini et Watson, « Efficacy and effectiveness of an rVSV-vectored vaccine in preventing Ebola virus disease: final results from the Guinea ring vaccination, open-label, cluster-randomised trial (Ebola Ça Suffit!) », The Lancet, vol. 389, no 10068,‎ 4 février 2017, p. 505–518 (ISSN 0140-6736, PMID 28017403, PMCID 5364328, DOI 10.1016/S0140-6736(16)32621-6)
- (en) Zhang, Sun, Chinazzi et Pastore y Piontti, « Spread of Zika virus in the Americas », Proceedings of the National Academy of Sciences, vol. 114, no 22,‎ 25 avril 2017, E4334–E4343 (ISSN 0027-8424, PMID 28442561, PMCID 5465916, DOI 10.1073/pnas.1620161114).